# Southside Lady
Southside Lady è un album di Koko Taylor, pubblicato dalla Black and Blue Records nel dicembre del 1973. Il disco fu registrato il 13 dicembre 1973 al Condorcet Studio di Tolosa, Francia.

## Tracce
Lato A
1. I'm a Little Mixed Up – 3:38 (Betty James,  Eddie Johnson)
2. Wonder Why – 3:18 (Lilian Offitt)
3. What Kind of Man Is This? – 4:55 (Koko Taylor)
4. Black Nights – 3:55 (Lowell Fulson)
5. Love Me to Death – 4:04 (Willie Dixon)

Lato B
1. I Got What It Takes – 4:25 (Willie Dixon)
2. Big Boss Man – 4:57 (Al Smith, Luther Dixon)
3. I'm Gonna Get Lucky – 5:22 (Koko Taylor)
4. Twenty Nine Ways – 3:48 (Willie Dixon)

Edizione CD del 1992, pubblicato dalla Evidence Records (ECD 26007)
1. I'm a Little Mixed Up – 3:41 (Betty James,  Eddie Johnson)
2. Wonder Why – 3:22 (Lillian Offitt)
3. What Kind of Man Is This? – 4:56 (Koko Taylor)
4. Black Nights – 3:56 (Lowell Fulson)
5. Love Me to Death – 4:08 (Willie Dixon)
6. I Got What It Takes – 4:28 (Willie Dixon)
7. Big Boss Man – 4:59 (Al Smith, Luther Dixon)
8. I'm Gonna Get Lucky – 5:24 (Koko Taylor)
9. Twenty-Nine Ways – 3:53 (Willie Dixon)
10. I Love a Lover Like You – 2:47 (Choice, Glover Meriwether) – Bonus Track - brano inedito
11. What Kind of Man Is This? (take 3) – 4:06 (Koko Taylor) – Bonus Track - brano inedito
12. Wonder Why – 4:54 (Lilian Offitt) – Bonus Track - Live
13. Wang Dang Doodle – 7:06 (Willie Dixon) – Bonus Track - Live
14. I Got What It Takes – 5:08 (Willie Dixon) – Bonus Track - Live
15. Twenty-Nine Ways – 4:50 (Willie Dixon) – Bonus Track - Live
16. I Got My Mojo Working – 3:43 (McKinley Morganfield) – Bonus Track - Live

- Brani nr. 1,2,3,4,5,6,7,8,9, 10 e 11, registrati il 13 dicembre 1973 al Condorcet Studio di Tolosa (Francia)
- Brani nr. 12,13,14,15 e 16, registrati dal vivo il 1º dicembre 1973 al Casimir Hall di Amstelveen (Paesi Bassi)

## Musicisti
- Koko Taylor - voce
- Jimmy Rogers - chitarra
- Louis Myers - chitarra, armonica
- Willie Mabon - pianoforte
- Dave Myers - basso
- Fred Below - batteria